# حسین‌آباد آخوند (کرمان)
حسین‌آباد خان ، روستایی است از توابع بخش مرکزی شهرستان کرمان در استان کرمان ایران.

## جمعیت
این روستا در دهستان سرآسیاب فرسنگی قرار داشته و براساس آخرین سرشماری شخصی که در سال ۱۴۰۳ صورت گرفته، جمعیت آن ۱۰۰۰ (۲۵۰خانوار) بوده‌است.